# Athysanella magadana
Athysanella magadana är en insektsart som beskrevs av Alexander Fyodorovich Emeljanov 1987. Athysanella magadana ingår i släktet Athysanella och familjen dvärgstritar. Inga underarter finns listade i Catalogue of Life.